# Jean-Robert Argand
Jean-Robert Argand   (Ginebra, p. 18 de juliol de 1768 - París, p. 13 d'agost de 1822) fou un matemàtic aficionat ginebrí, al qual s'atribueix el descobriment del pla complex.

## Vida i Obra
Jean-Robert Argand va néixer a Ginebra, aleshores República de Ginebra, fill de Jacques Argand i Eve Carnac. Els seus antecedents i la seva formació són pràcticament desconeguts. Com que els seus coneixements de matemàtiques van ser autodidactes i no pertanyia a cap organització matemàtica, probablement va dedicar-se a l'estudi de les matemàtiques com un entreteniment més que com una professió.
Tot i que la majoria de les fonts secundàries diuen que fou un comptable resident a París, algunes fonts afirmen que era llibreter (potser una confusió amb el terme anglès bookkeeper: el que porta els llibres... de comptabilitat). Altres indicis poden portar a creure que tenia alguna feina relacionada amb la construcció d'instruments de precisió o de rellotges.. El que resulta indubtable és que va ser una persona allunyada del món acadèmic, que el 1806 era un desconegut per la comunitat científica i que només va tenir accés fàcil a les revistes científiques els anys 1813, 1814 i 1815.
Argand va publicar de froma anònima el seu Essai sur une manière de représenter les quantités imaginaires dans les constructions géométriques (Assaig sobre un mètode de representació de quantitats imaginàries), sense posar el nom de l'autor i datant-lo el 1806, data que també sembla dubtosa i podria ser posterior. La seva curta tirada, va fer que ningú s'interessés en aquest treball, fins que el 1813 Jacques Frédéric Français publica un article als Annales de Matematiques Pues et Apliquées (conegut com el Journal de Gergonne) dient que les seves idees havien estat suggerides en una carta de Legendre al seu germà François Joseph mort feia pocs anys, demanant que l'autor anònim de les idees es fes públic. Això va donar lloc a un debat a la revista i va fer que Argand publiqués dos nous articles el 1813 i el 1814 sobre el mateix tema.
En l'article, Argand defensa la "realitat" dels nombres imaginaris i parteix del concepte de línies dirigides, per portar-lo fins a la interpretació de les quantitats imaginàries en les que el mòdul real i el imaginari s'interpreten geomètricament com l'abscissa i l'ordenada respectivament d'un pla cartesià.
Aquest fet li va valdre durant molts anys per a ser reconegut com el primer matemàtic que havia fet aquesta interpretació, fins que a finals del segle xix es va conèixer l'obra de Caspar Wessel, anterior a la d'Argand, i que també deia conceptes semblants.